# HTMS Thonburi
Le HTMS Thonburi, également connu sous le nom de Dhonburi, est un navire de défense côtière de la Marine royale thaïlandaise.

## Conception

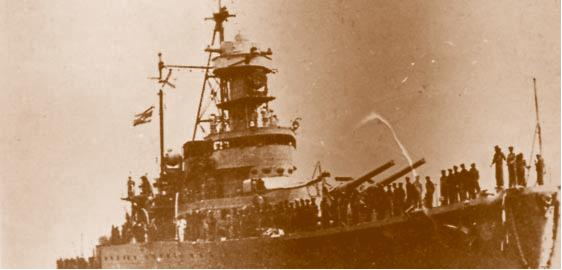
Le HTMS Thonburi quatre jours avant son baptême du feu, en janvier 1941.

Le Thonburi et son navire jumeau HTMS Sri Ayudhya ont été conçus à la suite de l'incorporation de l'ancienne classe de canonnières type Rattanakosindra dans la marine siamoise dans les années 1920. La classe Ratanakosindra était constituée de navires de construction britannique dotés de canons de six pouces dans deux tourelles et d'un blindage léger. Sous le commandement de Plaek Phibunsongkhram, la marine siamoise débuta une série de modernisation de la flotte. Les priorités de la marine consistaient à protéger le vaste littoral thaïlandais, et les canonnières côtières étaient considérées comme la meilleure ressource. Plusieurs entreprises étrangères de pays européens proposèrent une variété de modèles, l'appel d'offres fut finalement remporté par la société japonaise Kawasaki.
Les nouveaux navires étaient essentiellement des versions plus grandes des anciens navires type Ratanakosindra. Les navires ont été mis sur cale dans les installations de Kawasaki en 1936, et le premier, Sri Ayuthia, fut lancé le 21 juillet 1937. Les « cuirassés » qui en résultaient, comme on les appelait à l'époque au Siam, déplaçaient 2 265 tonnes tout en étant équipés une protection blindée accrue (machines de protection et tourelles de canon) et étaient propulsés par deux moteurs diesels doubles produits par l'entreprise allemande MAN.
L'armement se composait de quatre canon de 203 mm de 50 calibres montés par paires sur deux tourelles. Les canons japonais de 8 pouces étaient du même type que ceux montés dans les premiers croiseurs lourds de la marine impériale japonaise et les porte-avions Akagi et Kaga. L'armement principal avait une portée maximale de 24 000 mètres à 25 degrés d'élévation. Une tour au-dessus du château comportait un directeur des armes à feu pour viser les canons principaux. L'armement supplémentaire se composait de quatre canons de 3 pouces et de quatre canons de 40 mm.
Les nouveaux navires ont été accueillis avec enthousiasme par la marine siamoise. L'achat d'autres navires de ce type a été envisagé par le gouvernement, mais il a finalement été décidé d'acheter deux croiseurs légers de construction italienne en 1938. Les deux navires ont été saisis par l'Italie en 1941 avant la fin de la construction (ils n'ont jamais été achevés), laissant le Thonburi et son navire jumeau comme les bâtiments les plus puissants de la marine siamoise.

## Service

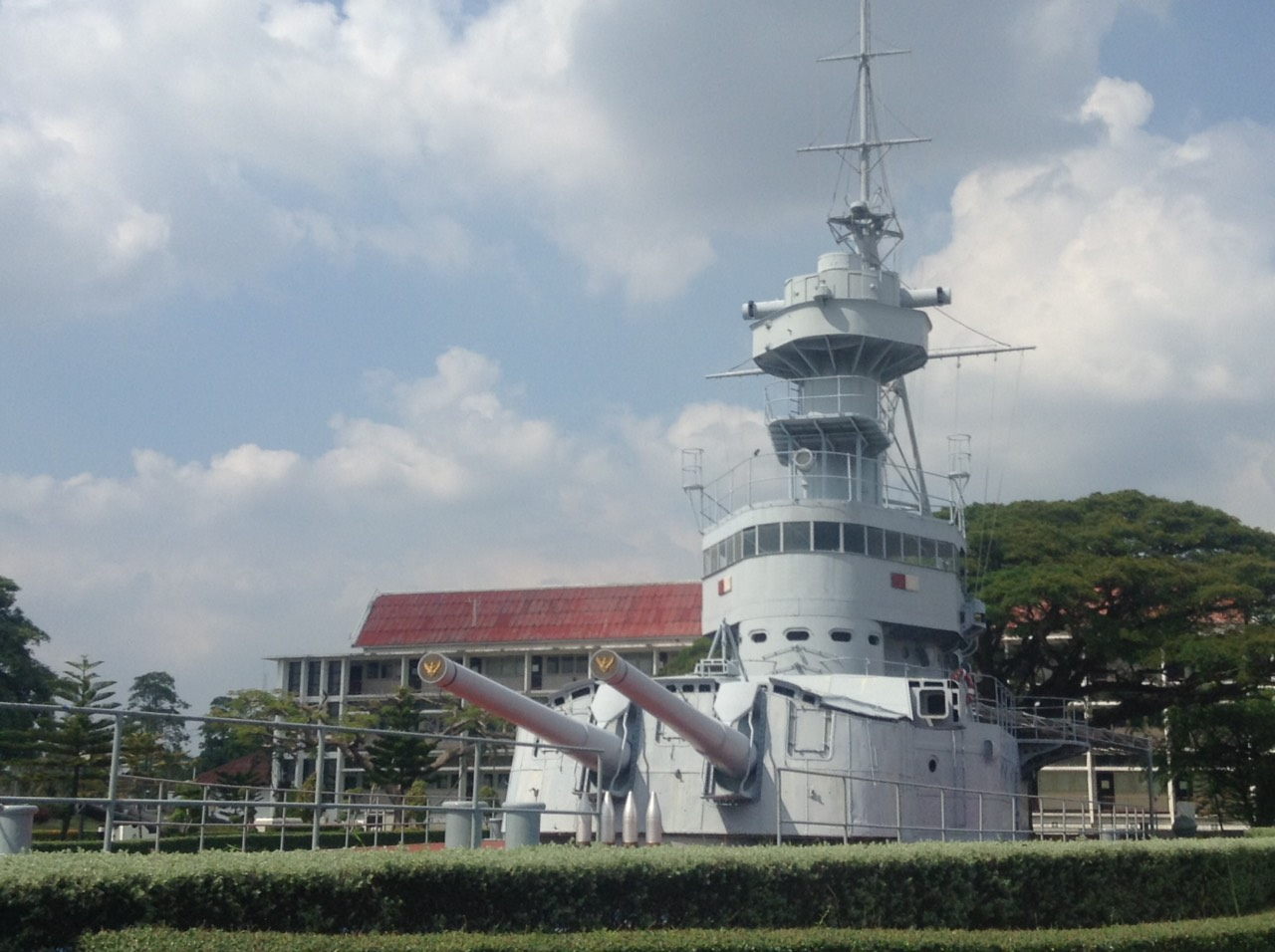
Mémorial du HTMS Thonburi, Royal Thai Naval Academy, dans la province de Samut Prakan (Thaïlande).

Les deux navires de cette classe étaient entrés en service au moment où les hostilités ont éclaté en Europe pendant la Seconde Guerre mondiale. Le Thonburi engagea une escadre française vichyste dans la bataille de Koh Chang le 17 janvier 1941. La bataille en résultant n'a été rien de moins qu'une défaite massive, car le navire siamois a été gravement endommagé par le feu ennemi et s'est échoué pour éviter qu'il ne coule. Le Thonburi a ensuite été renfloué, réparé et continué son service dans la marine en tant que navire-école jusqu'à son retrait du service en 1959. Une partie de son pont et de sa tourelle avant sont conservés comme mémorial à la Royal Thai Naval Academy. Le Sri Ayuthia eut un sort un peu plus malheureux : celui-ci fut coulé en 1951 lors d'une tentative de coup d'État.